# Ion Caraion

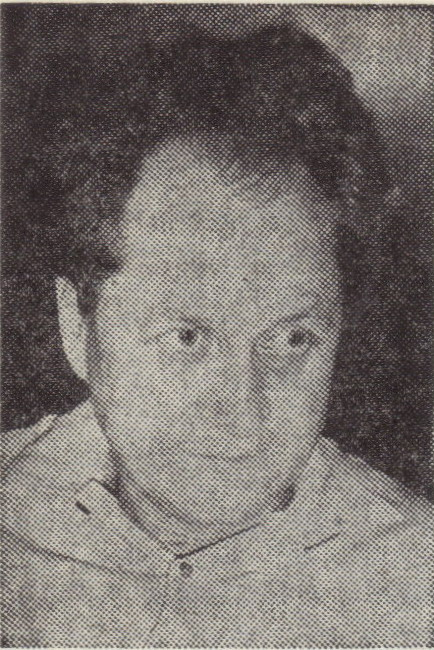
Ion Caraion

Ion Caraion (pseudonimul literar al lui Stelian Diaconescu; n. 24 mai 1923, Pălici, Buzău, România – d. 21 iulie 1986, Lausanne, Elveția) a fost un scriitor român. 
După o detenție politică îndelungată, a fost eliberat în 1964 în urma recrutării de către Securitate, colaborând ca informator până în 1981 sub numele conspirative „Nicolae Anatol” și „Artur”. A fost descris drept „unul dintre cei mai prolifici și mai sofisticați turnători din istoria Securității”.

## Biografie
S-a născut în comuna Rușavăț (azi Viperești), satul Pălici, județul Buzău, într-o familie de țărani. Între 1935-1942 urmează cursurile Liceului „B. P. Hasdeu” din Buzău, unde, din 1941, împreună cu Alexandru Lungu, redactează revista de poezie Zarathustra. Între cei care au publicat în acestǎ revistǎ îl gǎsim și pe poetul Ion C. Pena. Urmează cursurile Facultății de Litere și Filozofie din București și lucrează la ziarele Timpul (1942-1943) și Ecoul (1943-1944).
Debutează în 1939 în Universul literar și în 1940 în Curentul literar cu versuri și recenzii. Volumul de versuri Panopticum (Editura Prometeu) este confiscat de cenzură. Din 1945 este secretar general de redacție la revista Lumea (director G. Călinescu), în 1947 este numit șef de presă la Editura Fundațiilor Regale (directorul editurii Al. Rosetti). Editează, împreună cu Virgil Ierunca, revista de poezie în cinci limbi Agora, în care publică poeți și eseiști prestigioși din țară și străinătate (revista a fost interzisă după primul număr).Finanțarea a fost obținută de Octavian Neamțu din bugetul prestigioasei Edituri a Fundațiilor Regale. 
Publică două articole virulente: Criza culturii și Criza omului în ziarul Jurnalul de dimineață. Între 1950 și 1955 face închisoare la Canalul Dunăre-Marea Neagră și minele de plumb de la Cavnic și Baia Sprie, în urma unei condamnări politice.
Până în martie 1958 este redactor al publicației Limbă și literatură. Arestat din nou în 1958, este condamnat la moarte pentru „trădare”, apoi, prin comutare, la muncă silnică pe viață. 
Este contactat și recrutat de Securitate în august 1964, în închisoarea Aiud, după 11 ani de detenție. I se oferă eliberarea în schimbul statutului de informator, și acceptă.
Își reîncepe activitatea literară în 1966 cu volumul de versuri Eseu. Scrie și publică într-un tempo uluitor pentru a „recupera anii ce i s-au furat” prin pușcării.
În 1981 familia Caraion a primit azil politic în Elveția și s-a stabilit la Lausanne, unde scriitorul a editat revistele internaționale Don Quijote și Correspondances. Atacă vehement „comunismul cu față fascistă”, demască un regim detestat, pe conducătorii și torționarii săi într-un volum întitulat Insectele tovarășului Hitler. În acești ultimi ani ai activității sale, Caraion a fost ajutat de prieteni credincioși, printre care Christian W. Schenk la îndemnul lui Emil Manu și mai ales de către Ion Solacolu, care i-a deschis coloanele revistei Dialog, din Germania federală, și ale suplimentului ei literar. În iunie 1986, Solacolu începe publicarea primului din cele șase Caiete Caraion, în care acesta figurează cu Apa de apoi, poeme inedite, și Prima carte a exilului. 
Rupt de țară  și de rădăcinile poeziei sale, Caraion a exprimat anxietatea expatrierii într-un eseu elocvent, Cuvintele în exil. El găsește totuși mijlocul de comunicare nemijlocit cu țara, grație  redacției române a postului de radio BBC, care-i difuzează multe eseuri și profile literare. Paralel are loc o campanie contra persoanei lui Ion Caraion, vizibil organizată de organele de dezinformare din publicațiile comuniste din țară, orchestrate în primul rând de Eugen Barbu, ca și de cele de extremă dreaptă sau pretins naționaliste din exil.
Ion Caraion s-a stins din viață la Lausanne, la 21 iulie 1986.

## Informator al Securității
Potrivit documentelor făcute publice după 2006, Ion Caraion a fost recrutat ca informator al Securității în 1964, în timpul detenției, și a colaborat până în 1981, sub numele conspirative „Nicolae Anatol” și „Artur”. Dosarul său de informator este prezentat ca având aproximativ 400 de file și conține referințe la numeroase personalități ale vieții culturale din țară și din exil; între țintele frecvent menționate se află Monica Lovinescu și Virgil Ierunca.
Selecția de documente relevă că, deși într-un raport din 1967 Caraion își exprimă repulsia față de colaborare („îi este scârbă de el însuși și preferă să fie omorât decât să continue”), activitatea informativă a continuat până la plecarea sa din țară, în 1981; după 1970 i-au fost permise plecări în străinătate, apariții editoriale și a obținut venituri considerabile din drepturi de autor.
În ceea ce îl privește pe N. Steinhardt, cercetări publicate ulterior pe baza dosarelor CNSAS susțin că informatorul „Artur” a predat Securității, după lectură, un exemplar al ‘‘Jurnalului fericirii’’, manuscrisul intrând în posesia organelor la 30 octombrie 1972; aceeași sursă identifică „Artur” cu Ion Caraion și reproduce fragmente ulterioare de notă.
În legătură cu Marin Preda, sinteze publicate după apariția volumului documentar indică prime note informative din 1966, semnate cu numele de cod „Nicolae Anatol”, urmate de alte note sub semnătura „Artur”; acestea conțin aprecieri defavorabile la adresa prozatorului și detalii din viața sa privată, precum și referiri la contacte cu scriitori din exil sau cu posturi de radio occidentale, precum Europa Liberă.
Publicarea în 2006 a culegerii de documente a generat comentarii divergente în presa culturală: au fost invocate atât constrângerile detenției din momentul racolării, cât și întinderea și consecvența colaborării ulterioare („contează ce a dat după semnare”); au fost remarcate totodată stupefacția și rezervele unor critici literari. Dezbaterea a continuat în anii următori, inclusiv prin intervenții care au problematizat atât responsabilitatea etică a scriitorului, cât și modul în care a fost gestionată public discuția despre dosarele sale; în acest context au circulat și formule polemice reluate în presa culturală, pe fondul reevaluării generale a colaborării intelectualilor cu aparatul represiv.

## Operă
Ion Caraion aparține, împreună cu Geo Dumitrescu, Constant Tonegaru, Radu Stanca, Ben Corlaciu, Ștefan Augustin Doinaș și alții momentului spiritual al anilor 1945-1946, la configurarea căruia iau parte scriitori veniți din mai multe direcții estetice. O prelungire, mai întâi a suprarealismului (Gherasim Luca, Virgil Teodorescu, Gellu Naum), în încercarea de a uni, după modelul lui Louis Aragon și Paul Eluard, dicteul automatic cu dialectica marxistă în poeme sistematic dificile, apoi, tendința de a moderniza miturile într-o lirică programatic clară și muzicală, vizibilă în creațiile poeților grupați în Cercul Literar de la Sibiu și inaugurată în jurul revistei Albatros și alte publicații de tinerii poeți contestatari din București. Nota comună a acestor tineri, sensibilizați de război și dezamăgiți de vechile tehnici poetice, era spiritul de contestație manifestat în toate domeniile, printr-o negație energică, juvenilă, a valorilor admise de școală. Poemul devine o confesiune lirică legată de întâmplările imediate și animată de limbajul străzii. Ce s-a întâmplat cu această generație de scriitori, se știe. Unii au dispărut de pe scena vieții literare sub tăvălugul realismului socialist, alții au reapărut după două decenii de tăcere, și reafirmarea lor a contribuit la resurecția poetică din ultimul deceniu al secolului al XX-lea.
Ion Caraion a trăit mai mult decât oricare destinul generației lui. Primul volum, Panopticum (1943), afirma cu mare gravitate teme ca negația poeticului, contestarea valorilor constituite, terifiantul vieții comune, concretizate în violența limbajului. Luna, lacul, floarea etc. întâmpină ironiile cele mai crude. Cosmosul revine la o materialitate confuză, prebiblică. E ceea ce sugerează poezia lui Ion Caraion din Panopticum și din volumele ulterioare, Omul profilat pe cer (1945), Cântece negre (1947), sufocată de lucruri, acoperită de un cer din care au dispărut toate constelațiile luminoase. Poezia Omul profilat pe cer, din volumul cu același titlu, este un protest al „tinerilor furioși” împotriva unei lumi ieșite din matcă, debusolate, care își consumă energiile haotic, într-o enormă dezlănțuire de forțe. imaginea „omului profilat pe cer”, reprezentând infernul existenței umane, este a unei ființe telurice uriașe, emanație a adâncurilor conștiinței, hrănită din toate atrocitățile veacului. Ca și în alte poeme, apocalipsul pe care îl anunță poetul nu este întâmplător, el constituie reacția lui intimă în fața unui univers compact, de o grea materialitate. Există și reacția contrară, mai ales în poeziile din tinerețe: sfidarea, provocarea universului, în stilul insolent, teribilist al generației sale.
Tendința volumelor ulterioare (Eseu, 1966; Dimineața nimănui, 1967) e de a închide confesiunea în broderia savantă a imaginilor. Poetul dă sentimentul că scrie nu pentru a dezvălui o experiență trăită, ci parcă pentru a o uita. Cititorul are impresia că versurile închid o parabolă care se cere decodificată, că poetul repune, fără încetare, totul în discuție. Nu se poate vorbi atunci de o evoluție în poezia lui, de o înlănțuire de teme, de epuizarea unui subiect, ci de abordarea altuia în culegerea ce-i urmează. Poetul redebutează de fiecare dată, reia în noul poem tema pe care tocmai a părăsit-o.
De remarcat este activitatea prestigioasă de traducător a lui Ion Caraion din, printre alții, Guillaume Apollinaire, Charles Baudelaire, Albert Camus, André Gide, André Malraux, Saint-John Perse, Ezra Pound, Rainer Maria Rilke, Anna Ahmatova și alții.

### Versuri
- Panopticum, Editura Prometeu, 1943
- Omul profilat pe cer, Editura Forum, 1945 (volum premiat la concursul de poezie „Forum”, octombrie 1945)
- Cântece negre, Editura Fundațiilor Regale pentru Literatură și Artă, 1947
- Eseu, Editura pentru Literatură, 1966
- Dimineața nimănui, Editura Tineretului, 1976
- Necunoscutul ferestrelor, Editura pentru Literatură, 1969
- Cârtița și aproapele, Editura Eminescu, 1970
- Selene și Pan, Editura Eminescu, 1971
- Deasupra deasuprelor, Editura Litera, 1971
- Cimitirul din stele, Editura Cartea Românească, 1971
- Munții din os, Editura Cartea Românească, 1972
- Frunzele din Galaad, Editura Dacia, 1973
- Poeme, Editura Albatros, 1974
- Marta, fata cu povești în palme, Editura Ion Creangă, 1974
- O ureche de dulceață și-o ureche de pelin, Editura Ion Creangă, 1976
- Lucrurile de dimineață, 1978
- Interogarea magilor, Editura Cartea Românească, 1978
- Lacrimi perpendiculare, Editura Minerva, 1978
- Cântecul singurei, Editura Eminescu, 1979
- Dragostea e pseudonimul morții, Editura Cartea Românească, 1980
- Apa de apoi, Editura Cartea Românească, 1991
- Postume, Editura Adevărul, 1995
- Omul profilat pe cer, Editura Eminescu, 1995
- Cimitirul din stele, Editura Eminescu, 1996
- Exil interior, Editura Libra, 1997

### Eseuri, critică literară, jurnale
- Duelul cu crinii, Editura Cartea Românească, 1972
- Enigmatica noblețe, Editura Eminescu, 1974
- Pălărierul silabelor, Editura Cartea Românească, 1976
- Bacovia - sfârșitul continuu, Editura Cartea Românească, 1977
- Jurnal, I, Editura Cartea Românească, 1980
- Insectele tovarășului Hitler, Editura Ion Dumitru-Verlag, 1982
- Tristețe și cărți, Editura Fundației Culturale Române, 1995
- Jurnal, II, Editura Albatros, 1998
- Ultimabolgie – Jurnal, III, Editura Nemira, 1998.

### Opere traduse în limbi străine
- Das Lied in Flote Blieb, 1976, Editura Kriterion, București, (în traducerea lui Georg Scherg)
- Le Chant de l'Unique, 1979, Edit. Eminescu, București (ediție bilingvă cu adaptări în franceză de Alain Bosquet, Vahe Godel, Jean Madrieu, Jean-Claude Renard)
- Poems, 1981, Ohio (traduceri în engleză de Marguerite Dorian și Elliot B. Urdang)
- Ein Garten ist in mir, traducere Christian W. Schenk, Dionysos Verlag 2002, ISBN 3-933427-04-5
- SECHS RUMÄNISCHE DICHTER: Ausgewählt und übersetzt von Christian W. Schenk - (Ana Blandiana, Ion Caraion, Ștefan Augustin Doinaș, Marin Mincu, Emil Manu, Marin Sorescu) - Dionysos Independently published, Boppard, ISBN 978-1980320890

## Legături externe
- Ion Caraion își amenința securiștii cu sinuciderea, 4 octombrie 2006, Evenimentul zilei
- Ion cel Negru, 11 mai 2007, Daniel Cristea-Enache, Ziarul de Duminică
- Emulația lui Caraion față de Brâncuși — articol de crtitică literară de Dragoș Vișan [Tulceanul], publicat la 2010-03-10

Format:Sincronism